# Клементина (персонаж)
Клементи́на (англ. Clementine) — персонаж серии эпизодических видеоигр The Walking Dead по мотивам комиксов Роберта Киркмана «Ходячие мертвецы», разработанной Telltale Games. Клементина является неигровым персонажем — спутницей главного героя Ли Эверетта — в первом сезоне; становится главной героиней во втором и четвёртом сезонах игры, а в третьем занимает место протагониста поочерёдно с другим персонажем, Хавьером Гарсией. Во всех играх серии Клементина озвучена актрисой Мелиссой Хатчисон; над её дизайном работало несколько разработчиков, в том числе Гэри Уитта.
Действие игр серии происходит во время зомби-апокалипсиса и в течение нескольких лет после него; в момент первого появления в играх Клементина — восьмилетний ребёнок, чьи родители уехали в другой город и пропали, а няня обратилась в хищного зомби. В ходе первого сезона главный герой Ли Эверетт берёт Клементину под опеку. Клементина со свойственными ей невинностью и оптимизмом была введена разработчиками в игру как нравственный ориентир для самого игрока — само её присутствие в игре и реакция на принятые игроком решения должны отталкивать игрока от неэтичных поступков. Героиня растёт и взрослеет по мере развития сюжета игр; в дальнейшем она сама становится руководителем группы выживших, создаёт прочные отношения с другими людьми и защищает товарищей от опасности.

## Замысел и создание
Клементина появилась в 2012 году в игре The Walking Dead: The Game как один из центральных персонажей игры, спутница главного героя. По словам креативного директора студии Telltale Шона Ванамана, Клементина была «буквально первой идеей» при разработке игры, и эмоциональная кульминационная сцена с участием Клементины в финале первого сезона была создана ещё до того, как были написаны другие диалоги. С точки зрения Ванамана, появление персонажа-ребёнка в такой мрачной истории, как The Walking Dead: The Game, было вполне в духе положенных в основу игры комиксов Роберта Киркмана, однако Ванаману пришлось уговаривать своих коллег по студии решиться на этот шаг. Он даже не смог найти в других компьютерных играх убедительных образов детей, которые мог бы привести как пример для коллег. Клементина была задумана как «умная, честная и способная девочка лет восьми», которая могла бы служить для игрового персонажа нравственным ориентиром. По первоначальным планам Telltale Клементина должна была стать младшей сестрой игрового персонажа — игра должна была рассказывать, что герои выросли в неполной семье, и протагонист ещё до зомби-апокалипсиса заменял Клементине мать. Внешность Клементины также первоначально была другой — сделав главным героем игры чернокожего Ли Эверетта, разработчики также изменили этническую принадлежность Клементины, чтобы Ли мог воспринимать её как дочь.
Характер и манеры Клементины во многом были основаны на характере и манерах собственной дочери Дерека Сакаи, арт-директора Telltale. Сакаи описывал её «безумный вкус в одежде, странным образом подходящий для мира „Ходячих мертвецов“» — так, дочь Сакаи обожала носить бейсболку старшего брата, платье и отказывалась от всякой обуви. Именно таким образом в играх появилась знаковая бейсболка, которую Клементина постоянно носит в играх как память о родителях. Сакаи дал Ванаману другие советы, исходя из своего отцовского опыта. Изменение облика Клементины в течение игр должно отражать её взросление и рост в мрачном и опасном мире «Ходячих мертвецов» — так, по словам Сакаи, в начале первого сезона Клементина носит чистое белое платье, но оно загрязняется на протяжении всей игры, «показывая потерю душевной невинности». Клементину озвучивала взрослая актриса — Мелисса Хатчисон, ранее работавшая и над другими играми Telltale. Разработчики проводили предварительные прослушивания с другими актёрами, но Ванаман полагал, что актёры-дети не могут передать требуемые эмоции, в то время как у взрослых не получается достоверно изобразить детский голос — на определённом этапе он даже опасался, что Клементину придётся убрать из игры. Хатчисон, опытная актриса, при передаче образа Клементины использовала свои наблюдения за детьми и манерой их речи — «то, как дети делают паузы, заикаются, делают вдох между словами»; она полагала, что жизнь Клементины напоминает и её собственное детство — «если не считать зомби-апокалипсиса».
Связь между Клементиной и Ли считалась основной для игры Telltale. Гэри Уитта описал отношения Ли и Клементины как «эмоционально аутентичные». Чтобы построить это отношение, Клементина была представлена как можно раньше в первом эпизоде; конкретная сцена с Ли, в которой он имеет дело с зомбированной няней Клементины, была создана специально для того, чтобы подчеркнуть привлекательность, находчивость и уязвимость Клементины. Сценаристы тщательно должны были сбалансировать элементы в этой сцене так, чтобы Клементина не раздражала, и игрок, скорее всего, захотел бы заботиться о её судьбе. Сценарист Джейк Родкин заявил, что трудности в написании детского персонажа, которого игрок не захочет бросить, привели к серьёзной дискуссии о том, чтобы прекратить создание Клементины за неделю до начала записи голоса. Геймдизайнер и сценарист Харрисон Г. Пинк прокомментировал, что решения в игре не должны быть хорошими, потому что не могут быть оптимальными для игры. Клементина сделала эти решения ещё более трудными, поскольку её присутствие заставляет игрока рассмотреть вопрос о её защите на другом уровне. «Это становится более размытым, когда вы привлекаете Клементину», — сказал Пинк. «У вас есть такие решения, которые, вероятно, являются правильными решениями для группы — она наблюдает и с одной стороны возможно ей стоит понять мой выбор, а с другой я таким образом могу напугать её, ведь она подумает, что я сумасшедший. Нет неправильного выбора, если вы можете обосновать его и для него есть веский повод, то это верный выбор».

## Появления

### Игры

#### The Walking Dead: Season One
Клементина появляется, когда протагонист Ли Эверетт укрывается от ходячих в её пригородном доме в штате Джорджия. При первом появлении, она прячется в одиночестве в домике на дереве, когда её родители уехали в Саванну незадолго до распространения «чумы». Понимая, что Клементина останется в опасности, Ли предлагает взять её под свою защиту, надеясь, что они смогут найти её родителей. Для своего возраста Клементина имеет недюжинный интеллект и зрелость, в связи с новыми реалиями окружающего мира. Она способна импровизировать в различных ситуациях. В зависимости от действий игрока на её поступки, Клементина может показывать привязанность или отвращение к Ли. Однако в конце сезона Клементина всё-равно рассматривает Ли как отца и очень близкого ей человека.

#### The Walking Dead: Season Two
Во втором сезоне игроки могут сами формировать характер Клементины. Разработчики впервые поставили задачу заставить Клементину почувствовать себя персонажем, за которым ухаживает игрок, принимая решения как Ли. Один из методов, который был реализован, состоял в том, чтобы создать сценарий игры, в котором дать игроку управлять действиями Клементины, имеющие катастрофические результаты (смерть одного персонажа и отдаление от другого), чтобы заставить игроков почувствовать, как будто они сделали эти выборы. Кроме того, им пришлось подумать о том, как представить Клементину как персонажа, который мог бы внести существенные изменения в мир и персонажей вокруг неё, несмотря на то, что она ребёнок.

#### The Walking Dead: A New Frontier
Клементина является одним из двух играбельных персонажей в третьем сезоне, который был выпущен в конце 2016 года. Игра проходит через несколько лет после второго сезона. В зависимости от выборов игрока во втором сезоне, у Клементины может быть шрам на лбу, шрам на левой щеке, татуировка «AJ» на левой руке или отсутствовать левый безымянный палец в зависимости от того, какое из событий происходило. В настоящее время она стремится вернуть ЭйДжея.
История Клементины с конца второго сезона рассказывается в ретроспективных воспоминаниях. Клементина являлась членом группы под названием «Новый рубеж», но была изгнана после кражи медицинских препаратов у врача группы, пытаясь спасти смертельно больного ЭйДжея. Пытаясь заполучить рабочий автомобиль, она попутно спасает Хавьера и остаётся с ним, чтобы спасти его семью на соседней свалке. Клементина помогает Хавьеру обеспечить благополучие его семьи и преодолеть проблемы с «Новым рубежом» и другими аванпостами выживших. Она узнаёт, что ЭйДжей находится на ранчо за городом и уходит, чтобы вернуть его себе. Выборы игрока на протяжении всего третьего сезона влияют на то, останется ли Клементина с Хавьером в ключевой ситуации, а также на финальный характер Клементины по итогам сезона.

#### The Walking Dead: The Final Season
Финальный сезон, первый эпизод которого был выпущен в августе 2018 года, является завершением истории Клементины. Во главе этого сезона стоит взаимодействие с её приёмным сыном Элвином-младшим (Эй-Джеем). Игрокам предстоит заботиться о нём и воспитывать так же, как воспитывали и заботились о самой Клементине в первом сезоне. Спустя несколько лет после событий «New Frontier», Клементина и Эй-Джей, который теперь подросший мальчик, путешествуют самостоятельно. После столкновения с ордой ходячих они были спасены детьми из находящейся рядом школы-интерната Эриксона под управлением Марлона. В конце эпизода Эй-Джей убивает Марлона. Во втором эпизоде нам предстоит встретиться со старой знакомой Лилли. Клем помогает ребятам из школы Эриксона в обороне, но Лилли забирает детей чтобы сделать из них солдат. На момент игры проходит война между общинами. В третьем эпизоде нам предстоит спасти детей из школы Эриксона от Лилли. В конце эпизода сделанная Вилли (Член общины Эриксона) бомба взрывается раньше времени. В четвёртом эпизоде после того как все сумели выбраться с взорванной лодки Клементина была укушена ходячим, но Эй-Джей успевает ампутировать Клементине укушенную ногу до того, как инфекция успевает завладеть ей. Эпизод завершается гордым выдохом и счастливой улыбкой Клементины.

### Комиксы

#### Skybound X: Клементина жива!

Арт с Клементиной с обложки Skybound X #1 от Чарли Адларда

Skybound X — это еженедельная ограниченная серия из пяти выпусков, выпущенная компаниями Image Comics и Skybound Entertainment в честь 10-летия последней. В каждом выпуске представлены совершенно новые персонажи, включая Клементину. История «Клементина жива!» связывает между собой серию видеоигр и предстоящую серию графических романов «Ходячие мертвецы: Клементина». Релиз комикса состоялся 7 июля 2021 года.
Через некоторое время после событий финального сезона Клементина решает покинуть Эриксоновскую школу. Она заходит в хижину рыбака и находит карту. Услышав шорох ходячих, она начинает собирать припасы, пока не слышит скрип у двери. Она идёт атаковать, но обнаруживает, что это был Эй-Джей. Он, предполагая, что Клементина отправляется в путешествие, недоволен её уходом без него и требует взять его с собой, однако она отказывается и говорит ему, что не собирается в путешествие. Эй-Джей недоволен нарушением её обещания, Клементина со слезами на глазах говорит ему, что чувствует себя в большей безопасности с ним в школе, но это не дом для неё, и она несчастна, и даже Эй-Джей не может сделать её счастливой. Клементина говорит Эй-Джею, что пойдёт на север, и они расстаются. Клементина в одиночку идёт на север.

#### Ходячие мертвецы: Клементина

Арт с обложки первой части трилогии Ходячие мертвецы: Клементина.

Ходячие мертвецы: Клементина — это трилогия графических романов, являющаяся частью серии Skybound Comet, а также продолжение истории Клементины после событий видеоигр и комикса «Клементина жива!». Первая часть трилогии «Клементина: Книга первая» вышла 22 июня 2022. По ходу сюжета первой книги Клементина и новый персонаж, подросток-амиш по имени Амос, отправляются в Вермонт, где встречают группу подростков, которые работают над превращением горнолыжного курорта в безопасное убежище и поселение.
Выход второй части «Клементина: Книга вторая» намечен на октябрь 2023 года. По сюжету второй книги «Клементину и её новых друзей спасает островная община, возглавляемая загадочным доктором по имени мисс Морро. Но в тот момент, когда шрамы Клементины начинают заживать, она открывает для себя тёмные тайны, которые грозят разрушить её новую жизнь».

## Реакция
Персонаж был встречен хорошо как критиками, так и фанатами. Многие журналисты считают Клементину эмоциональным центром игры The Walking Dead: The Game. Кимберли Уоллес, обозреватель Game Informer, писала, что Клементине удалось «пробить барьер [телевизионного экрана], завоевать себе место в сердцах многих». По мнению Колина Кэмпбелла из IGN, образ Клементины призван вызывать у игрока инстинктивное желание защищать и оберегать её — разработчики, с его точки зрения, приложили даже чрезмерные старания, подчёркивая её невинность. Н. Д. Маккей в обзоре для The Herald, описал отношения Ли с Клементиной как «берущую за душу основу игры». Кирк Гамильтон с сайта Kotaku называл образ Клементины одним из главных достоинств игры, делающих The Walking Dead: The Game лучше, чем одноимённый сериал: «… [Клементина] очень классная. Она симпатичная, забавная, умнее, чем она показывает, но всё-таки ведёт себя как ребёнок. Это одно из самых реалистичных изображений детей, которые я только видел в компьютерных играх за долгое время». Холландер Купер в обзоре для GamesRadar отмечал оптимизм и невинность Клементины как источники положительных эмоций для игрока: мир «Ходячих мертвецов» казался бы совершенно беспросветным, если бы не эти её качества. Более того, по мнению обозревателя, нежелание игрока расстраивать Клементину и видеть её «большие печальные глаза» после того, как игровой персонаж совершил что-то дурное, заставляют игрока воздерживаться от таких нежелательных поступков — «это трогает и вдохновляет, воодушевляет и вгоняет в депрессию». В Sunday Herald говорится, что «Клементина — настоящее эмоциональное сердце этой игры». Во время эпизодического выпуска игры игроки часто использовали хэштэг в Твиттере «#forclementine», чтобы отразить, насколько персонаж повлиял на них. Ванаман был удивлён, но доволен этим ответом, заявив, что «тот факт, что люди заботятся о Клементине, неоценим».
Мелисса Хатчинсон, за озвучку Клементины, была номинирована на премию «Best Performance By a Human Female» на конкурсе Spike Video Game Awards в 2012 году. Хатчинсон также была номинирована в категории «Performance» наград Британской академии видеоигр в 2013 году.
На сайте журнала «Игромания» в рецензии на игру The Walking Dead: Season Two пишется, что «Клементине отведена роль указующего перста, но сериал все равно изобилует выразительными героями и антигероями». Хорхе Суарес в обзоре для Eurogamer пишет, что грустно наблюдать за тем, как Клементине приходится принимать такие сильные и важные решения. Но больше всего его печалит, что именно он несёт ответственность за все эти решения.
Хизер Александра в своём обзоре третьего сезона для Kotaku уподобила Клементину «рудиментарной конечности», с которой Telltale никак не может расстаться, хотя персонаж уже и не играет в игре столь же важной роли, как раньше. По мнению Хизер, минимальное присутствие Клементины в третьем сезоне мало влияет на сюжет и при этом отвлекает от истории Хавьера.
Исполнительный продюсер Telltale Games Броди Андерсон в интервью для Gamereactor сказал, что им тяжело прощаться с Клементиной. «Клементину почитают многие поклонники и у нас в студии. Это огромная ответственность, и мы воспринимаем всё серьёзно. В этом последнем сезоне нам будет сложно прощаться, но для нас это большая честь» — говорит Броди. Разработчики понимают, что Клементина прошла большой путь и что они знают, как должна закончиться её история. Кессиди Мозер для портала IGN пишет, что сюжетная арка Клементины подготавливает нас к захватывающей концовке финального эпизода The Walking Dead. Она так же отметила, что «её отношения с ЭйДжеем работают на нескольких уровнях. С одной стороны это отражение её отношений с отцовской фигурой, с другой — отражение её внутренней борьбы за приспосабливание к жестокому миру. Клементине всё ещё предстоит узнать каково это повзрослеть и быть лидером в постапокалиптическом обществе.»